# Philippa Georgiou
Philippa Georgiou je izmišljeni lik iz serije Zvjezdane staze: Discovery. Glumi ju Michelle Yeoh.

## Fiktivna biografija

### Karijera
Georgiou je pohađala Flotinu akademiju od 2220. do 2224. godine.DIS: The Butcher's Knife Cares Not for the Lamb's Cry
Dobila je impresivan popis pohvala tijekom karijere, uključujući Zvjezdani križ (Star Cross) i Legiju časti (Legion of Honor). Dobila je i diplomu Vojne akademije Laikan na Andoriji za naprednu međuzvjezdanu borbu.DIS: The Vulcan Hello; The Butcher's Knife Cares Not for the Lamb's Cry

#### Kapetanica USS Shenzhou-a
Prije 2249., Georgiou je dobila kapetanstvo nad USS Shenzhouom. Iste godine je rekrutirala Michael Burnham kao časnicu, na Sarekov zahtjev. Sarek je smatrao da bi kapetaničina osobna povijest mogla pomoći Michael da se približi svojoj vlastitoj prošlosti, iako se Georgiou bojala da bi jednoga dana Burnhaminu čovječnost mogli nadvladati vulkanski treninzi koje je prošla. DIS: Battle at the Binary Stars
Kao kapetanica, Georgiou je preferirala relaksiranost na mostu, potičući diskusije među svojim časnicima. Uživala je i u prijateljskom rivalstvu između Michael Burnham, svoje prve časnice, i Sarua, znanstvenog časnika. Unatoč tome, brzo je reagirala kad bi netko prešao granice.DIS: The Vulcan Hello